# Steag-Zentrale

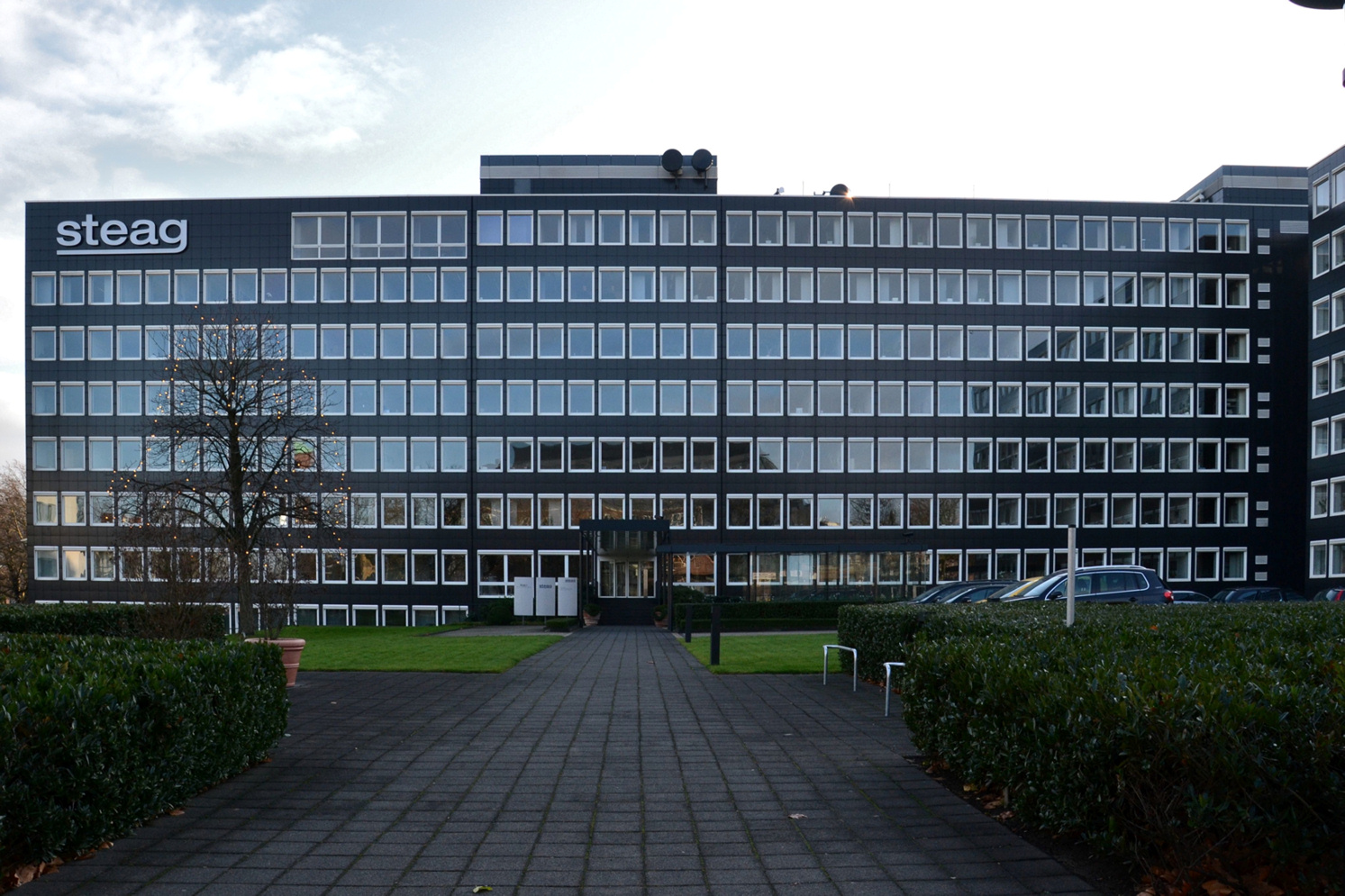
Steag-Zentrale 2011

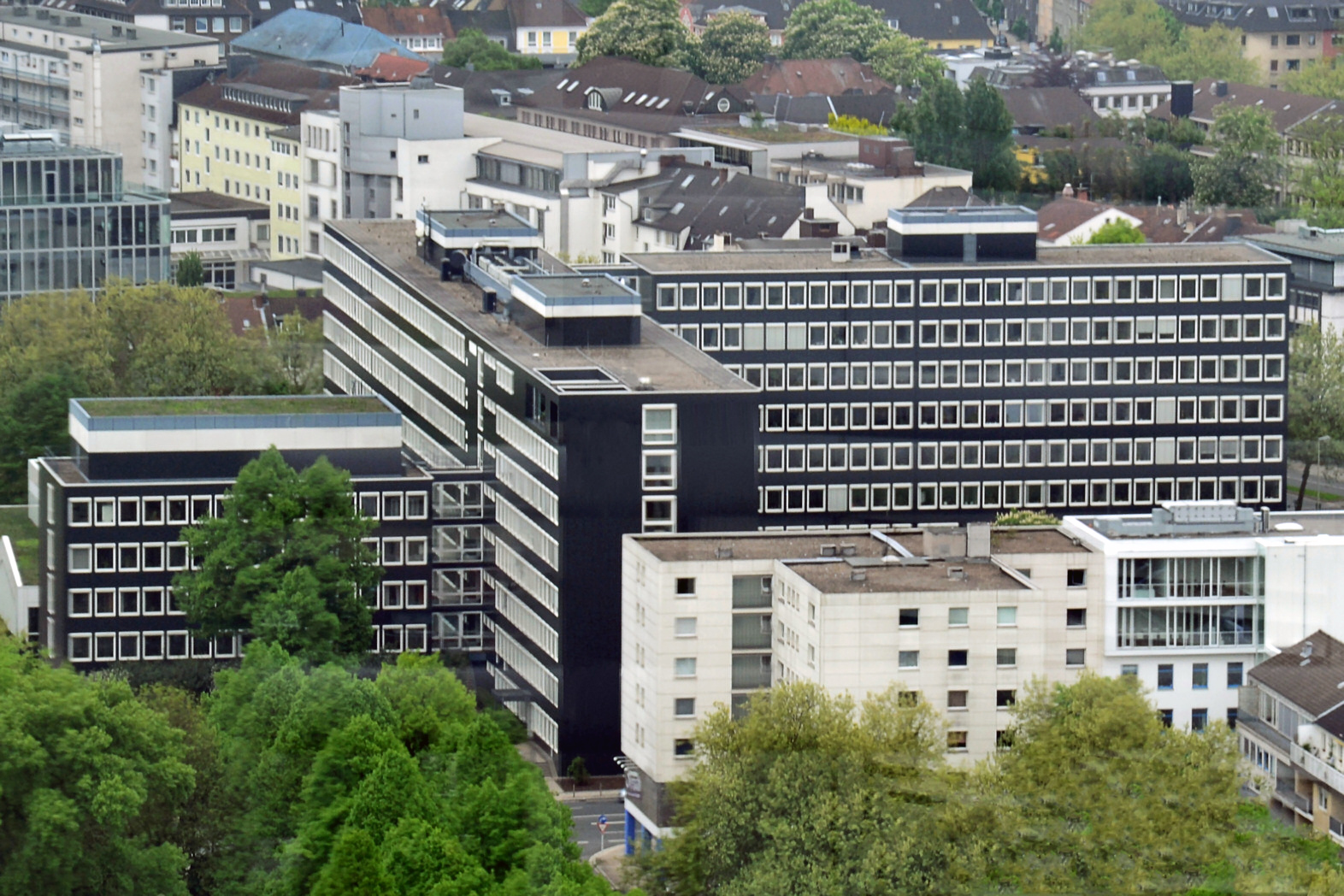
Gesamtkomplex, Blick von Norden

Die Steag-Zentrale (auch Verwaltungsgebäude Ruhrkohle) ist ein Ende der 1950er Jahre im Essener Südviertel errichteter Bürokomplex, der seit 1992 unter Denkmalschutz steht.

## Geschichte
Bauherr war die damalige Essener Steinkohlenbergwerke AG als eine von fünf Gründergesellschaften der Steag, der Steinkohlen-Elektrizität AG.
Das teils sieben-, teils achtstöckige Hauptgebäude diente der Zechenverwaltung. Im rechten Winkel schließt sich ein fünfgeschossiger Gebäudeflügel mit separatem Eingang zu weiteren Büros der Verkaufsgesellschaften an.
Der deutsche Architekt Egon Eiermann (1904–1970) errichtete das Gebäude in den Jahren 1956 bis 1960 als Stahlbeton-Konstruktion im Stil der Nachkriegsmoderne mit einer auffallenden Fassade aus keramischen, mattschwarzen Steinzeugplatten und außen bündig abschließenden Fenstern. Die kubischen Fenster sind dicht gestaffelt und ergeben in ihrer additiven Anordnung ein klares Raster, ein typisches Gestaltungsmerkmal Eiermanns. Ein weiteres Merkmal ist die Anbindung der Querbauten durch gläserne Brücken und die Abstimmung der Gebäudehöhen untereinander. Durch den Abstand des Gebäudes zur Straße, die geordnete Gestaltung und die vielen Fenster wirkt das Gebäude weniger repräsentativ als vielmehr proportioniert und transparent. Das Verwaltungsgebäude zählt zu Eiermanns wichtigsten Bauten.

„Die dem Architekten gestellte Aufgabe war […], daß das Haus in seinem Charakter und seinen äußeren Eindruck Rücksicht nimmt auf die Schwere der Arbeit der Bergleute unter Tage. Das hieße also: In jedem Fall Vermeidung des recht üblen sogenannten ‚repräsentativen Charakters‘.“

Im Rahmen einer Grundsanierung Anfang der 1990er Jahre veränderte und erweiterte das Essener Architekturbüro Kohl & Kohl das Gebäude geringfügig.

## Das Gebäude heute
Mitte 2011 wurde die Steag aus der Evonik Steag GmbH durch Verkauf von 51 Prozent an das Stadtwerke-Konsortium Rhein-Ruhr, bestehend aus den Stadtwerken Bochum, Dinslaken, Dortmund, Duisburg, Essen und Oberhausen, ausgegliedert. Seitdem ist das Logo der Steag wieder an ihrem Firmensitz befestigt. Die Steag-Zentrale zählt seit 2011 zur Route der Industriekultur. Vor dem Gebäude befindet sich die vier Meter hohe Bronzeskulptur Dynamik des rumänischen Bildhauers Ladis Schwartz.